# انجیر تیغی میکوئل
انجیر تیغی میکوئل (نام علمی: Miqueliopuntia miquelii) نام یک گونه از زیرخانواده انجیری‌واران است.